# La Roncalesa
La Roncalesa fue una compañía de autobuses española fundada en el Valle del Roncal (Navarra).

## Historia
Su historia se remonta al 24 de enero de 1883 cuando un grupo de roncaleses vio la necesidad de que la gente se trasladase desde el valle del Roncal hasta Lumbier. Al principio se tiraba de caballos. Décadas más tarde consiguieron tener la línea Pamplona - San Sebastián. No sólo llevaban pasajeros, sino también aprovechaban para repartir la prensa de la zona o llevar la leche de Betelu a Pamplona. En un principio el precios del trayecto era de 2 céntimos en primera clase y de 1 céntimo el resto de pasajeros.
Hubo una época que recogían los clientes del Hotel Ayestarán de Lecumberri, tan célebres como Orson Welles, Ernest Hemingway o Alcalá Zamora entre otros.
José Manuel Ayesa fue director general desde 1969 a 2010 y parientes de sus fundadores. La compañía llegó a tener 18 autobuses en propiedad y una compañía de 40 empleados.
En agosto de 2011 vendió su 33% de participación en el grupo Conda a la compañía asturiana ALSA y a Ágreda Automóvil S.A. de Zaragoza. Asimismo, ha cedido a Conda su también tercera parte de accionariado de La Tafallesa. La firma se mantiene como una sociedad patrimonial propietaria de inmuebles y de participaciones en diferentes negocios fuera del sector de los autobuses.